# Алікорн

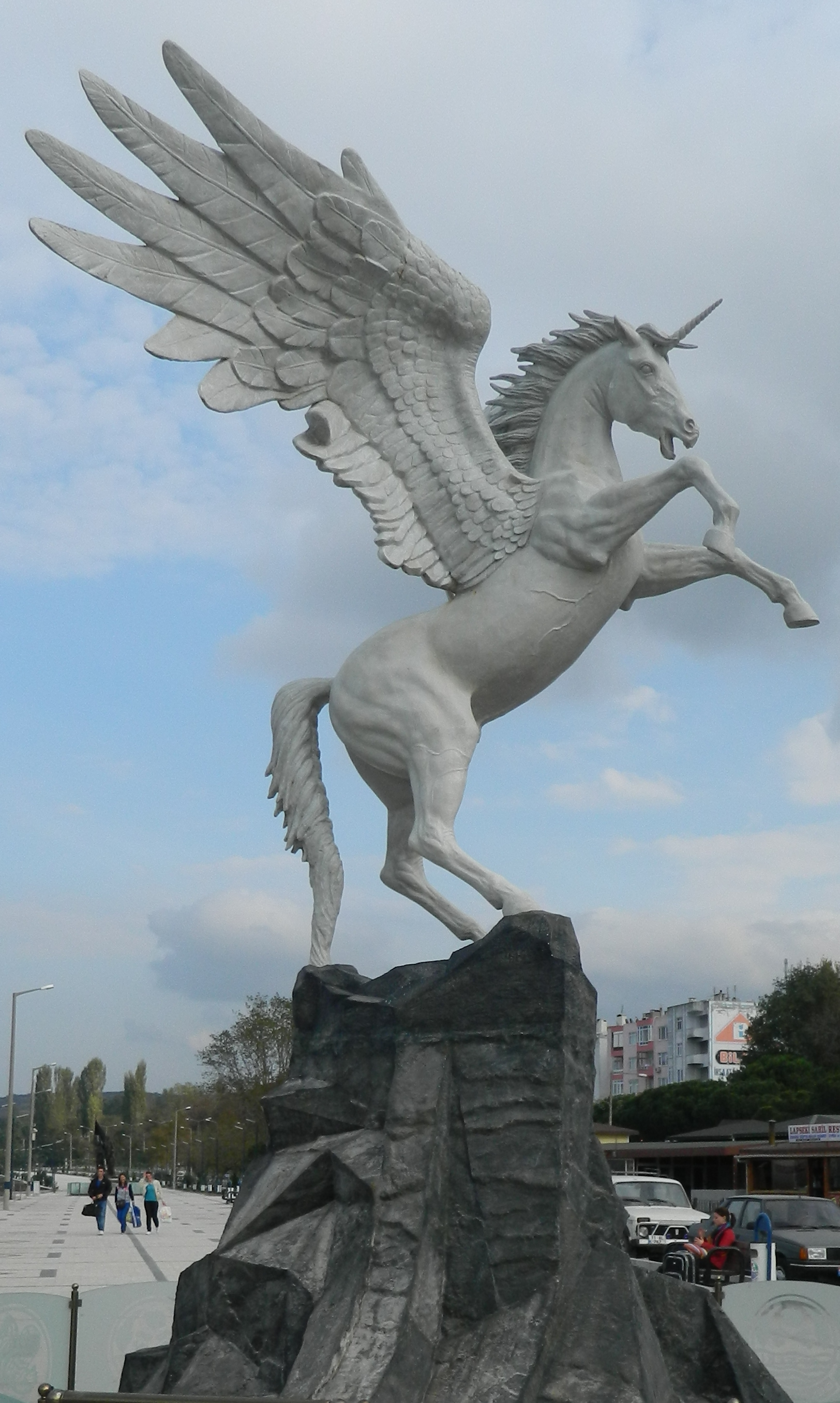
Скульптура алікорна в Туреччині

Аліко́рн або крилатий єдиноріг — міфічна істота, крилатий єдиноріг, кінь з крилами на кшталт Пегаса та рогом єдинорога. Відомий з античних часів у Європі та Азії. У середньовічній літературі згадується в алхімічних текстах як alicorn або pegacorn (від Пегас + ріг).

## Образ і властивості
Найдавніші зображення алікорнів містяться на ассирійських печатках часів династії Ахеменідів. Разом з зображеннями крилатих биків, алікорни уособлювали сили зла, проте крилаті єдинороги могли також іноді символізувати світло. В античній Греції побутувало уявлення про цілющі властивості кубків, виготовлених з рогу алікорна. Втім, ще Арістотель скептично ставився до таких тверджень.
В середньовічних працях з медицини ріг алікорна, як і ріг єдинорога, вважався цілющим. Віра в лікарські властивості його рога трималася аж до XVIII ст. Сам ріг часто також називався алікорном. Вважалося, що досить покласти ріг на стіл, щоб запобігти отруєнню. З огляду на це «роги» та порошок з них користувалися попитом у вельмож, проте насправді це були перетерті роги худоби або роги рідкісних тварин чи зуби нарвала. Існували різноманітні «тести справжності» рогів алікорнів: годування голубів отруєним зерном (найчастіше просоченим алкоголем) поруч із рогом, посадження біля рогу скорпіонів (вони нібито повинні були померти). Пік популярності алікорна припав на XVI—XVII ст.
У поезії Вільяма Єйтса алікорн виступає символом руйнування в екстазі. А саме фігурує у вірші «Єдиноріг з зірок» (1907) та «Друге пришестя» (1920).

## У сучасній культурі
Алікорни — популярні персонажі фентезійних творів. Вони є персонажами книг «Віспер, крилатий єдиноріг» (1983) Карен Стайлз і «Золотий друг Віспера» (1986) Джилл Вулф. В анімаційному серіалі «Ші-Ра», спін-офі «Хі-Мена», є алікорн Вітрокрил, супутник головної героїні.
Алікорни (англ. Alicorns) — персонажі телесеріалу «Дружба — це диво», особлива раса поні, що населяють чарівну країну Еквестрію. Алікорни поєднують у собі визначальні риси інших персонажів: вони мають ріг (як Єдинороги) та крила (як Пегаси). Зазвичай алікорни належать до королівського роду. Алікорнами є п'ятеро осіб: принцеса Еквестрії Селестія, принцеса ночі Луна, принцеса кохання (Кришталевої імперії) Кейденс, її дочка Фларі Харт та принцеса дружби, одна із найголовніших героїнь серіалу, Твайлайт Спаркл. Уперше слово «алікорн» використане в третьому сезоні, в епізоді «Чарівна дуель», а в епізоді 3.13 «Чарівні таємничі ліки» цей термін уперше застосовується до крилатих єдинорогів, які раніше згадувалися як звичайні єдинороги.
Гурт «Rhapsody of Fire» має пісню «The Last Winged Unicorn» (2000).